# Остапенко, Дмитрий Демьянович
Дми́трий Демья́нович Оста́пенко (7 ноября 1918, с. Борисовка, Екатеринославский уезд, Екатеринославская губерния — 3 марта 1998, Екатеринбург) — советский и российский учёный-правовед, доктор юридических наук, профессор, ректор Свердловского юридического института (1954—1986), заслуженный юрист РСФСР (1976).

## Биография
Родился 7 ноября 1918 года в с. Борисовка Екатеринославского уезда Екатеринославской губернии. Украинец.
Окончил начальную школу в Анапе и в 1938 году поступил в Ленинградский юридический институт. Образование было прервано советско-финской войной, студентом второго курса он добровольцем ушел в лыжный батальон, который сражался на Карельском перешейке зимой 1939—1940 годов.
Вернувшись с фронта и продолжил образование в юридическом институте, из которого осенью 1940 года перевелся Московский юридический институт Прокуратуры СССР. В 1941 году образование вновь вынужден был прервать из-за Великой Отечественной войны.
В июне 1941 года добровольцем ушел на фронт. Прошёл практически всю войну, являясь командиром стрелковой роты, в 1944 году после тяжёлого ранения, полученного под Витебском, был отправлен на лечение в госпиталь. После выздоровления был комиссован из армии по состоянию здоровья.
Отправляется работать в прокуратуру Краснодарского края, в 1946 году получает диплом ВЮЗИ о высшем образовании. В 1952 году, являясь аспирантом Академии общественных наук, в Москве защитил кандидатскую диссертацию на тему «Интервенция США в Корее — тягчайшее международное преступление». В 1967 году в Ленинградском юридическом институте защищает докторскую диссертацию «Вооруженная интервенция — тягчайшее международное преступление». В 1968 году получил звание профессора.
В 1952 году переезжает в Свердловск, где в 1954 году становится директором Свердловского юридического института, который бессменно возглавляет на протяжении 32 лет (с 1961 в должности ректора), совмещая управленческую деятельность с преподавательской и научной работой. За эти годы этот институт стал одним из крупнейших юридических вузов страны.
В 1986 году, оставив должность ректора, продолжил работать в вузе в должности профессора кафедры международного права.
Круг научных интересов Остапенко был сосредоточен вокруг проблематики соблюдения основных принципов международного права, вопросах ответственности за противоправные действия государств. Вместе с тем, большое значение в своих исследования уделял вопросам системного юридического образования.
Удостоен звания «Заслуженный юрист Российской Федерации», награждён орденами Отечественной войны 1-й степени, Красной Звезды (05.10.1943), «Знак Почета», тремя орденами Трудового Красного Знамени, медалью «За отвагу» (31.01.1944) и другими наградами.
Скончался 3 марта 1998 года в Екатеринбурге. Похоронен на Широкореченском кладбище.
Был женат; отец трёх дочерей. Одна из них — Елена Дмитриевна Чуличкова — доцент УрГЮУ.